# Кларк Форк
Кларк Форк (на английски: Clark Fork) е град в окръг Бонър, щата Айдахо, САЩ. Кларк Форк е с население от 530 жители (2000) и обща площ от 2,5 km². Намира се на 637 m надморска височина. ЗИП кодът му е 83811, а телефонният му код е 208.